# Фонтана (Бреша)
Фонтана (итал. Fontana) је насеље у Италији у округу Бреша, региону Ломбардија.
Према процени из 2011. у насељу је живело 804 становника. Насеље се налази на надморској висини од 219 м.